# والری بلنکی
والری بلنکی (روسی: Валерий Владимирович Беленький؛ زادهٔ ۵ سپتامبر ۱۹۶۹) ژیمناست هنری آذربایجانی‌تبار اهل شوروی-آلمان بود.